# Захаржевская, Раиса Владимировна
Раиса Владимировна Захаржевская (до 1950 года — Вольпен; 16 сентября 1917 года, Могилёв, Могилёвская губерния, Российская империя — 9 марта 1980 года, Москва, РСФСР, СССР) — советская театральная художница, художница по костюмам. Автор ряда книг и статей, посвящённых моделированию одежды и истории костюма, преподавала историю костюма на историческом факультете Московского государственного университета имени М. В. Ломоносова и в других вузах.

## Биография
Раиса Вольпен родилась 16 сентября 1917 года в Могилёве (ныне административный центр Могилёвской области Республики Беларусь).
В 1936—1940 годах училась на художественном факультете Московского текстильного института (позднее — Московский государственный текстильный университет имени А. Н. Косыгина, в 2012 году реорганизован в форме присоединения к Российскому государственному университету имени А. Н. Косыгина) у О. Д. Галаниной и И. Ф. Рерберга; дипломная работа была посвящена образцам детских костюмов из трикотажа для массового производства.
После окончания вуза работала художницей по костюмам в различных театрах СССР, исполнила эскизы костюмов к ряду спектаклей, среди них: в Центральном театре Советской армии — к спектаклям «Учитель» В. И. Иванова (1940), «Сталинградцы» Ю. П. Чепурина (1944), «Полководец» К. А. Тренёва (1945), «За тех, кто в море» Б. А. Лавренева (1947), «Закон Ликурга» Теодора Драйзера (1949), «Стрекоза» М. Г. Бараташвили (1953) и др.; в Центральном детском театре — к спектаклям «Жан бесстрашный» Т. Г. Габбе (1940), «Приключения Чиполлино» по сказке Джанни Родари (1956) и др.; в Иркутском областном драматическом театре — к спектаклю «Анджело» Виктора Гюго (1953); в Театре имени Моссовета — к спектаклю «Виндзорские насмешницы» Уильяма Шекспира (1957); в Московском театре сатиры — к спектаклю «Золотой телёнок» по роману Ильфа и Петрова.
С 1956 года Захаржевская — участница различных выставок. Посвятила ряд книг и статей моделированию одежды и истории костюма, а также преподавала историю костюма на художественном факультете Московского текстильного института (1950—1973), курсах художников при «Мосфильме» (1950—1973), историческом факультете Московского государственного университета имени М. В. Ломоносова, в Институте повышения квалификации Министерства лёгкой промышленности РСФСР (1975—1980).
Жила в Москве, где и скончалась 9 марта 1980 года.